# アブダビ市
アブダビ市（英語: Abu Dhabi, アラビア語: أبو ظبي）は、アラブ首長国連邦の首都であり、アブダビ首長国の首都も兼ねている。人口は151万人（2021年時点）であり、ドバイに次いで同国第2の人口を有する。

## 概要
アブダビを首都として定めている現行の連邦憲法は、制定時は暫定憲法という位置付けだったため、アブダビも形式的には暫定首都という地位にあった。1996年にその暫定憲法が正式に連邦の恒久的な憲法として制定されたため、それに伴いアブダビも名実共に連邦の正式な首都としての地位を得た。
アブダビには地方政府と連邦政府の事務所があり、アラブ首長国連邦政府の本拠地となっている。またナヒヤーン家の一員であるアラブ首長国連邦大統領が住んでいる。アブダビは急速な発展と都市化、そして膨大な石油とガスの埋蔵量と生産量、比較的高い平均所得により、大規模で発展した大都市へと変貌を遂げた。アブダビは国の政治と産業の中心であり、主要な文化と商業の中心地でもある。

## 交通
- ザイード国際空港：アブダビにあり、エティハド航空のハブ空港である。2009年にターミナル3が完成。さらに巨大なターミナルAが、2023年11月15日に開業[1]。
- アブダビ・トラム：建設計画中のトラム・システム。

## 観光
アブダビは特徴ある建造物や考古遺跡で有名である。
- エミレーツ・パレス : 7つ星ホテルで、ドバイのブルジュ・アル・アラブに対抗したアラビア様式の超豪華ホテル
- シェイク・ザーイド・グランド・モスク : 2007年に竣工したばかりの巨大モスク
- フェラーリ・ワールド : ヤス島にある、フェラーリ関連の屋内テーマパーク。
- ルーヴル・アブダビ : サディヤット島の文化地区にある、ルーヴル美術館の姉妹館

## スポーツ

### モータースポーツ

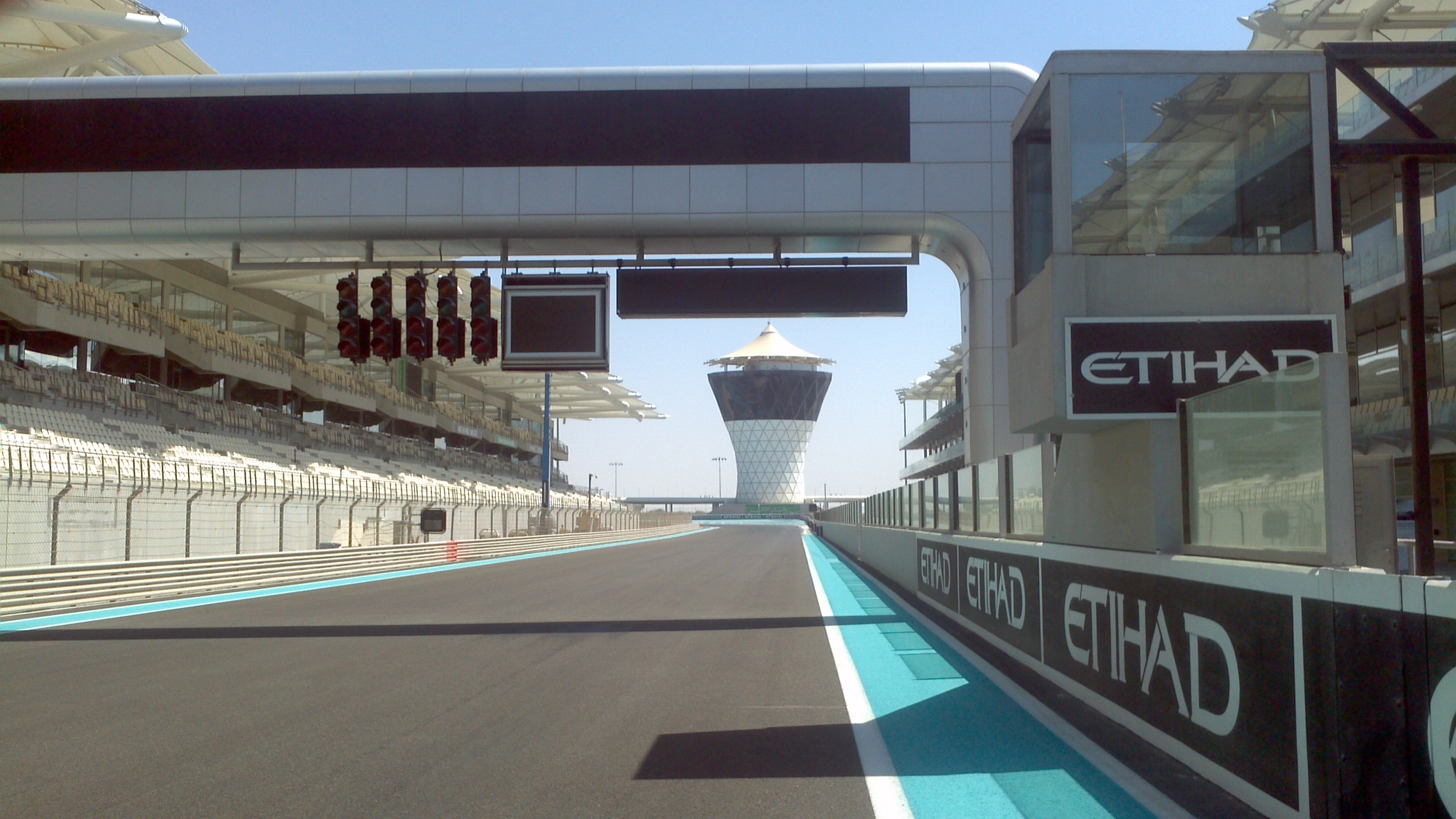
ヤス・マリーナ・サーキット

2009年より、ヤス・マリーナ・サーキットでF1世界選手権「アブダビGP」が開催されている。

## 姉妹都市
- ヒューストン、アメリカ
- ブリスベン、オーストラリア
- ミンスク、ベラルーシ
- マドリード、スペイン